# العادل أبو بكر بن الكامل
العادل سيف الدين أبو بكر بن الكامل (المولود في سنة 603 هـ) هو السلطان الأيوبي السادس. تولى الحكم بعد وفاة أبيه الكامل سنة 635 هـ. عُرف عنه الفسوق، وانشغاله بالترف واللهو، فخلعه أخوه نجم الدين أيوب سنة 637 هـ.